# Strzyżewice (województwo lubelskie)
Strzyżewice – wieś w Polsce położona w województwie lubelskim, w powiecie lubelskim, w gminie Strzyżewice. Leży nad rzeką Bystrzycą, dopływem Wieprza.
Historycznie położone są w Małopolsce (początkowo w ziemi sandomierskiej, a następnie w ziemi lubelskiej).
Wieś szlachecka Strzyżowice położona była w drugiej połowie XVI wieku w powiecie lubelskim województwa lubelskiego. W latach 1975–1998 miejscowość położona była w województwie lubelskim.
W Strzyżewicach krzyżują się droga wojewódzka nr 834 Niedrzwica Duża – Bychawa oraz droga powiatowa Zakrzówek – Żabia Wola.
Miejscowość jest sołectwem, siedzibą gminy Strzyżewice. Według Narodowego Spisu Powszechnego z roku 2011 wieś liczyła 595 mieszkańców.
Wierni Kościoła rzymskokatolickiego należą (częściowo) do parafii Najświętszej Maryi Panny Królowej Polski w Bystrzycy Starej.

## Części wsi
| SIMC    | Nazwa     | Rodzaj             |
| ------- | --------- | ------------------ |
| 0392046 | Ogrodniki | część miejscowości |
| 0392052 | Rechta    | część miejscowości |
| 0392069 | Widniówka | część miejscowości |
| 0392075 | Zagrody   | część miejscowości |

## Zabytki
Według rejestru zabytków Narodowego Instytutu Dziedzictwa na listę zabytków wpisane są obiekty:
- kuźnia, pocz. XIX, nr rej.: A/276 z 31.03.1967.